# Sara Blanch Freixes
Sara Blanch (Darmós, la Ribera d'Ebre, 1989) és una cantant lírica catalana que posseeix la tessitura de soprano.
Va estudiar al Conservatori del Liceu de Barcelona, obtenint-hi la titulació de Cant i interpretació. Posteriorment, va continuar la seva formació amb Mariella Devia. Amb 16 anys va fer el seu debut operístic amb Lisístrata, una òpera d'Albert Carbonell, al Teatre Nacional de Catalunya.
Ha estat premiada en diversos concursos com el Concurs Internacional de Cant Montserrat Caballé (2014), el Josep Mirabent i Magrans de Sitges (2015) i el concurs Tenor Viñas (2016), on va obtenir vuit premis.
El 2013 va debutar al Rossini Opera Festival interpretant el paper de Folleville (Il viaggio a Reims) i aquest mateix any va debutar també en el paper de Reina de la Nit (Die Zauberflöte) a l'Òpera de Sabadell. El 2015 va fer el seu debut al Rossini in Wildbad Opera Festival d'Alemanya amb el rol d'Elvira (L'italiana in Algeri) i hi va tornar el 2016 per debutar com a Adèle (Le Comte Ory).
Als teatres espanyols ha cantat Norina (Don Pasquale), Serpina (La Serva Padrona), Fanny (La cambiale del matrimonio), Berenice (L'occasione fa il ladro) i Zerlina (Don Giovanni), entre d'altres. En les últimes temporades Sara Blanch ha cantat al Teatre de la Maestranza de Sevilla i al Teatre Verdi de Salern (Die Zauberflöte), Gran Teatre del Liceu (Thaïs), Teatro de la Zarzuela de Madrid (Châteux Margaux / La velleta), Teatro Real de Madrid (El gall d'or), Teatro Campoamor d'Oviedo (L'elisir d'amore) i el Festival de Peralada (La straordinaria vita di Sugar Blood). El 2018 debuta a França participant en el Festival de Musiques en Fête, a les Chorégies d'Orange.

## Premis i reconeixements
Va començar de molt jove a ser premiada pel seu gran talent musical i interpretatiu, que la configuren com una gran soprano del panorama operístic internacional. Alguns del premis més destacats han estat:
- Premi Òpera Jove 2017 a la jove promesa femenina catalana.

- “Jove Promesa” dins dels Premis Opera Actual, 2016.

- Guanyadora del 4t premi oficial “Maria Esperança Salvans Piera” en la 53 edició del Concurs Internacional de Canto Francesc Viñas (2016), juntament amb 7 premis més.

- Premi especial “Teatre Nacional de la Zarzuela” al millor intèrpret de Sarsuela.

- Premi Extraordinari “Plácido Domingo” al millor cantant espanyol.

- Premi Extraordinari “Ajuntament de Moià” al millor cantant català.

- Premi Extraordinari “ Teatro Real de Madrid”.

- Premi Extraordinari “Festival Castell de Peralada”.

- Premi Extraordinari “Fundació de Música Ferrer-Salat”.

- Premi Honorífic del Públic en el Concurs Internacional de Cant Montserrat Caballé, 2014.[3]

- 2n Premi al Concurs Internacional de Cant Miraben i Magrans de Sitges, 2014.

- 1r Premi en el 9è Certamen del Concurs Internacional de Música de Les Corts (CIM).

- 1r Premi en el X Certamen de Cant Líric en Premià de Mar, 2013.

- 1r Premi al Curs Internacional de Cant Camerata Sant Cugat, 2012.

- Millor cantant menor de 22 anys en la Segona Competició per a Joves Cantants organitzat per l'Associació Catalana de Professors de Cant (ACPC), 2009.